# Tollarp
Tollarp är en tätort i Kristianstads kommun i Skåne län.
I södra delen av tätorten ligger kyrkbyn Västra Vram med Västra Vrams kyrka. Strax sydost om tätorten ligger kyrkbyn Östra Vram med Östra Vrams kyrka.

## Historia
Tollarps stationssamhälle, beläget i Västra och Östra Vrams socknar utvecklades efter tillkomsten 1881 av Gärds Härads Järnväg (GJ), vilken hade den ursprungliga sträckningen Karpalund-Tollarp-Everöd-Degeberga. 1886 tillkom Hörby-Tollarps Järnväg (HTJ), vilken tillsammans med GJ uppgick i Östra Skånes Järnvägsaktiebolag (ÖSJ) 1898.
1903 grundade Ragnar Wollin livsmedelsföretaget Önos i Tollarp, numera ägt av Orkla Foods Sverige.
Sista persontåget till Tollarp gick 1961; godstrafik Långebro-Tollarp fanns kvar till 1967 och linjen Tollarp-Everöd-Åhus hade nedlagts redan 1936. 
14 november inrättades för orten Tollarps municipalsamhälle i Västra Vrams landskommun. 1952 uppgick Västra och Östra Vrams landskommuner med orten i Tollarps landskommun där municipalsamhället upplöstes med utgången av 1957. Orten ingår sedan 1974 i Kristianstads kommun. 

### Befolkningsutveckling
| Befolkningsutvecklingen i Tollarp 1960–2020 | Befolkningsutvecklingen i Tollarp 1960–2020 | Befolkningsutvecklingen i Tollarp 1960–2020 | Befolkningsutvecklingen i Tollarp 1960–2020 | Befolkningsutvecklingen i Tollarp 1960–2020 |
| ------------------------------------------- | ------------------------------------------- | ------------------------------------------- | ------------------------------------------- | ------------------------------------------- |
|                                             |                                             |                                             |                                             |                                             |
| År                                          |                                             |                                             | Folkmängd                                   | Areal (ha)                                  |
| 1960                                        | 1960                                        |                                             | 1 967                                       |                                             |
| 1965                                        | 1965                                        |                                             | 2 340                                       |                                             |
| 1970                                        | 1970                                        |                                             | 2 493                                       |                                             |
| 1975                                        | 1975                                        |                                             | 2 818                                       |                                             |
| 1980                                        | 1980                                        |                                             | 3 174                                       |                                             |
| 1990                                        | 1990                                        |                                             | 3 272                                       | 362                                         |
| 1995                                        | 1995                                        |                                             | 3 320                                       | 366                                         |
| 2000                                        | 2000                                        |                                             | 3 174                                       | 366                                         |
| 2005                                        | 2005                                        |                                             | 3 188                                       | 372                                         |
| 2010                                        | 2010                                        |                                             | 3 284                                       | 373                                         |
| 2015                                        | 2015                                        |                                             | 3 404                                       | 446                                         |
| 2020                                        | 2020                                        |                                             | 3 449                                       | 437                                         |
|                                             |                                             |                                             |                                             |                                             |

### Bankväsende
Sparbanken i Tollarp grundades år 1900 och var en fristående sparbank fram till år 1988 när den uppgick i Kristianstads sparbank. Skånska Handelsbanken etablerade ett kontor i Tollarp år 1917. Den uppgick snart i Skandinaviska banken som fortsatte ha ett kontor i Tollarp. SEB lade ner på 1990-talet. År 2019 stängde även Sparbanken Skåne, varefter Tollarp stod utan bankkontor.

## Sport
Tollarps Bowlingklubb har flera medaljer från junior-SM. Klubben spelar för närvarande[när?] i division 1.
Tollarps Innebandyklubb är aktiv inom innebandy. Lagen spelar sin hemmamatcher i Tollarps Sporthall.
Tollarps IF är aktiv inom fotboll, handboll, gymnastik och innebandy. Fotbollslagen spelar sina hemmamatcher på Tollarps IP, som underhålls av kommunen. På området ligger Tollarps IF:s egen klubbstuga. Handbollen och innebandyn spelar sina hemmamatcher i Tollarps Sporthall.

## Kända personer från Tollarp
- Mats Andersson, skådespelare
- Jan "Tollarparn" Eriksson, musiker
- Sven-Olov Lööv, journalist
- Ragnar Wollin, grundare av Önos
- Gellert Tamas, journalist och författare
- Johan Persson, fotbollsspelare
- Robin Strömberg, fotbollsspelare
- John Peter Nilsson, konstkritiker